# Marine Legend
『Marine Legend』（マリン・レジェンド）は緒方恵美の歌手デビューアルバムである。1995年4月21日にソニーレコードから発売された。

## 概要
- 緒方恵美の歌手デビューアルバムで、今作と次作はソニーレコードからのリリースである。
- 楽曲が男性視点の場合は低めの声でと女性視点の場合は高めの声で歌われる。
- テーマが「海」になっていることから、それにちなんだ楽曲が多い。
- 緒方が自ら2曲作詞を手掛ける（うち1曲は作曲も手掛けた）。
- スタッフは前作「HALF MOON」が引き続いたが、後に鬼束ちひろのサウンドプロデュースを務めた羽毛田丈史や、当時緒方が出演していたテレビアニメ「セーラームーン」シリーズの構成を務めた榎戸洋司も参加している。

## 収録曲
| #   | タイトル             | 作詞       | 作曲       | 編曲       |
| --- | -------------------- | ---------- | ---------- | ---------- |
| 1.  | 「海神」             | 古河磨佐實 | 吉村倭瑳務 | 吉村倭瑳務 |
| 2.  | 「正直さの内側」     | 緒方恵美   | 緒方恵美   | 岩室晶子   |
| 3.  | 「Deep Blue」        | LaLa       | 吉村倭瑳務 | 友常正巳   |
| 4.  | 「Gentle Night」     | 古河磨佐實 | 五味千賀庫 | 友常正巳   |
| 5.  | 「Sailing to you」   | 五味千賀庫 | 五味千賀庫 | 菜月颯太   |
| 6.  | 「6月のパレード」    | LaLa       | 吉村倭瑳務 | 羽毛田丈史 |
| 7.  | 「in summer days」   | 五味千賀庫 | 杦村眞瑤誌 | 友常正巳   |
| 8.  | 「ボートにのった日」 | Mykey      | 杦村眞瑤誌 | 羽毛田丈史 |
| 9.  | 「青い宝石の君」     | 榎戸洋司   | 五味千賀庫 | 羽毛田丈史 |
| 10. | 「MERMAID DREAM」    | 緒方恵美   | 杦村眞瑤誌 | 菜月颯太   |
| 11. | 「純情波乗少年」     | 堤泰之     | 木川田新   | 菜月颯太   |